# Mahenes demelti
Mahenes demelti là một loài bọ cánh cứng trong họ Cerambycidae.